# Relleno con círculos de un triángulo isósceles rectángulo
| Número de círculos | Longitud de los catetos                                               |
| ------------------ | --------------------------------------------------------------------- |
| 1                  | {\displaystyle 2+{\sqrt {2}}} = 3.414...                              |
| 2                  | {\displaystyle 2{\sqrt {2}}} = 4.828...                               |
| 3                  | {\displaystyle 4+{\sqrt {2}}} = 5.414...                              |
| 4                  | {\displaystyle 2+3{\sqrt {2}}} = 6.242...                             |
| 5                  | {\displaystyle 4+{\sqrt {2}}+{\sqrt {3}}} = 7.146...                  |
| 6                  | {\displaystyle 6+{\sqrt {2}}} = 7.414...                              |
| 7                  | {\displaystyle 4+{\sqrt {2}}+{\sqrt {2+4{\sqrt {2}}}}} = 8.181...     |
| 8                  | {\displaystyle 2+3{\sqrt {2}}+{\sqrt {6}}} = 8.692...                 |
| 9                  | {\displaystyle 2+5{\sqrt {2}}} = 9.071...                             |
| 10                 | {\displaystyle 8+{\sqrt {2}}} = 9.414...                              |
| 11                 | {\displaystyle 5+3{\sqrt {2}}+{\dfrac {1}{3}}{\sqrt {6}}} = 10.059... |
| 12                 | 10.422...                                                             |
| 13                 | 10.798...                                                             |
| 14                 | {\displaystyle 2+3{\sqrt {2}}+2{\sqrt {6}}} = 11.141...               |
| 15                 | {\displaystyle 10+{\sqrt {2}}} = 11.414...                            |

El relleno con círculos de un triángulo isósceles rectángulo es un problema de empaquetado donde el objetivo es acomodar n círculos de radio unidad en un triángulo isósceles rectángulo lo más pequeño posible.

## Soluciones
Las soluciones mínimas (las longitudes mostradas corresponden a la longitud de uno de los dos lados iguales) se muestran en la tabla adjunta.
Las soluciones al problema de optimización equivalente de maximizar la distancia mínima entre n puntos en un triángulo rectángulo isósceles, se conocen para n< 8.
En 2011, un algoritmo heurístico encontró 18 mejoras en los óptimos estimados anteriormente, el más pequeño de los cuales fue para n = 13.